# Frank Riley
Frank Riley, pseudonimo di Frank Rhylick (Hibbing, 8 giugno 1915 – 24 aprile 1996), è stato un giornalista e scrittore statunitense.
È noto soprattutto per avere scritto insieme a Mark Clifton il romanzo di fantascienza La macchina dell'eternità (They'd Rather Be Right), che vinse il premio Hugo per il miglior romanzo nel 1955. 
Era un editorialista e redattore del Los Angeles Times e redattore del Los Angeles Magazine. Scrisse anche racconti, come i gialli della serie Father Anton Dymek, e condusse un programma radiofonico nell'area di Los Angeles. 
La sua intera carriera di scrittore si svolse tra il 1955 e il 1958.